# 奧林匹克運動會棒球獎牌得主列表

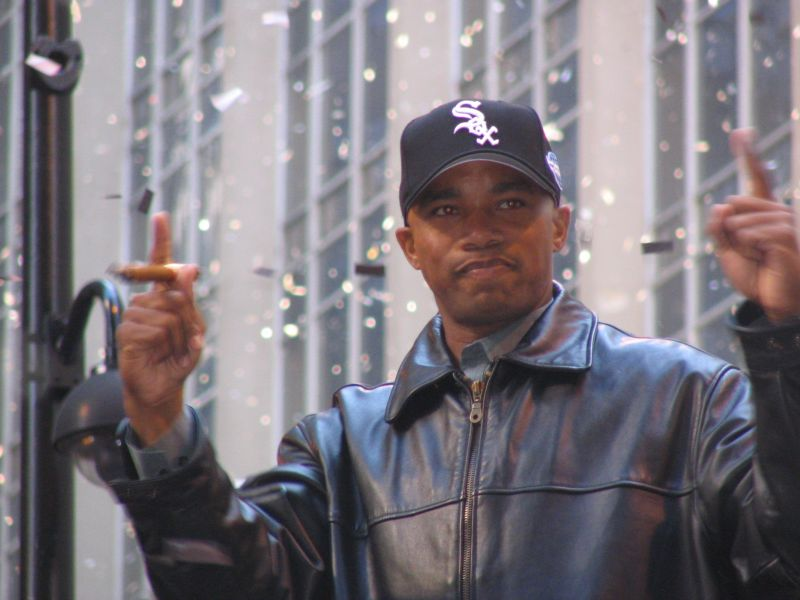
奧蘭多·埃爾南德斯隨古巴隊在1992年夏季奧林匹克運動會上獲得金牌，這是棒球首次成為奧運會獎牌項目

棒球曾為夏季奥林匹克运动会項目。棒球最初為1912、1936、1952、1956、1964、1984、1988年共7屆奧運會的示范项目，多於奧運會史上其他項目。前5屆為單場比賽，後2屆為淘汰制比賽。国际奥林匹克委员会1986年10月13日將棒球升格為1992年奧運會正式項目。之後棒球在每屆奧運會都有登場，直至2008年過後遭國際奧林匹克委員會除名，僅在2020年東京奧運會短暫回歸。
1992年，棒球成為奧林匹克運動會正式項目，古巴奪得冠軍。該國曾抵制1984與1988年奧運會，錯過往屆示范項目，不過1986年來在國際比賽取得62勝1負的戰績，成為1992年奧運會的奪冠熱門。古巴在1992年奧運會未負一場，在1996年奧運會也繼續保持不敗，連續2屆獲得金牌。美國在1996年奧運會獲得首枚獎牌，為銅牌，之後在2000年奧運會首次獲得金牌。2000年古巴首次在奧運會落敗，先是在循環賽敗於荷蘭，再是在金牌爭奪戰敗於美國。儘管這也是職業球員首次獲准參與棒球比賽，但美國的職業棒球大聯盟仍不允許其球隊40人名單上任何球員參賽。2004年，美國未獲參賽資格，而古巴獲得第3枚金牌。
2005年，國際奧林匹克委員會評估了申請進入奧運會的高爾夫球、七人制橄欖球、空手道等項目；同年7月8日投票決定將棒球與壘球從2012年奧運會除名，這是1936年的马球以來首度又有項目遭除名。取消棒球項目的原因包括缺少職業棒球大聯盟球員、表現增強藥物問題、場地建設成本高等。2006年，國際奧委會駁回了要求在2012年奧運會恢復棒球與壘球的申訴。棒球仍為2008年北京奧運會項目，南韓擊敗古巴獲得首枚金牌。棒球等多項運動的國際管理機構在2009年向國際奧委會提出申請，以爭取填補2016年奧運會空缺的2個項目。國際奧委會主席雅克·罗格表示他們在「尋求附加價值，即廣泛的吸引力，尤其是對年輕人」。最終國際奧委會投票決定橄欖球與高爾夫球為2016年奧運會的新增項目，不過又在2016年批准棒球與壘球在2020年東京奧運會短暫回歸。
棒球在1992與1996年只向男性業餘球員開放。因此美國等職業棒球發達的國家依靠大學球員參賽，而古巴則派最有經驗的退伍軍人參賽，退伍軍人因名義上從事其他工作而在技術上被視為業餘球員，但實際上受過全職培訓。儘管2000年奧運會開始接納職業球員，但職業棒球大聯盟仍在2000、2004、2008年拒絕派球員參賽，情況只發生了一點變化：古巴仍然派最優秀球員參賽，而美國開始派小聯盟球員參賽。國際奧委會指出，缺少最優秀球員是棒球遭除名的主要原因。
古巴隊是最成功的球隊，獲得金牌與銀牌最多，且至2008年為止均有獲得獎牌。古巴投手佩德罗·路易斯·拉索是最成功的球員，自1996年至2008年獲得2金2銀共4枚獎牌。另有9名古巴球員獲得3枚獎牌，未有其他球隊的球員達成此成就。25位獲得2枚獎牌的球員中，18位代表古巴，4位代表南韓，3位代表日本。每位美國球員最多只參與一次奧運會，因此該國沒有球員獲得至少2枚獎牌。

## 獎牌得主

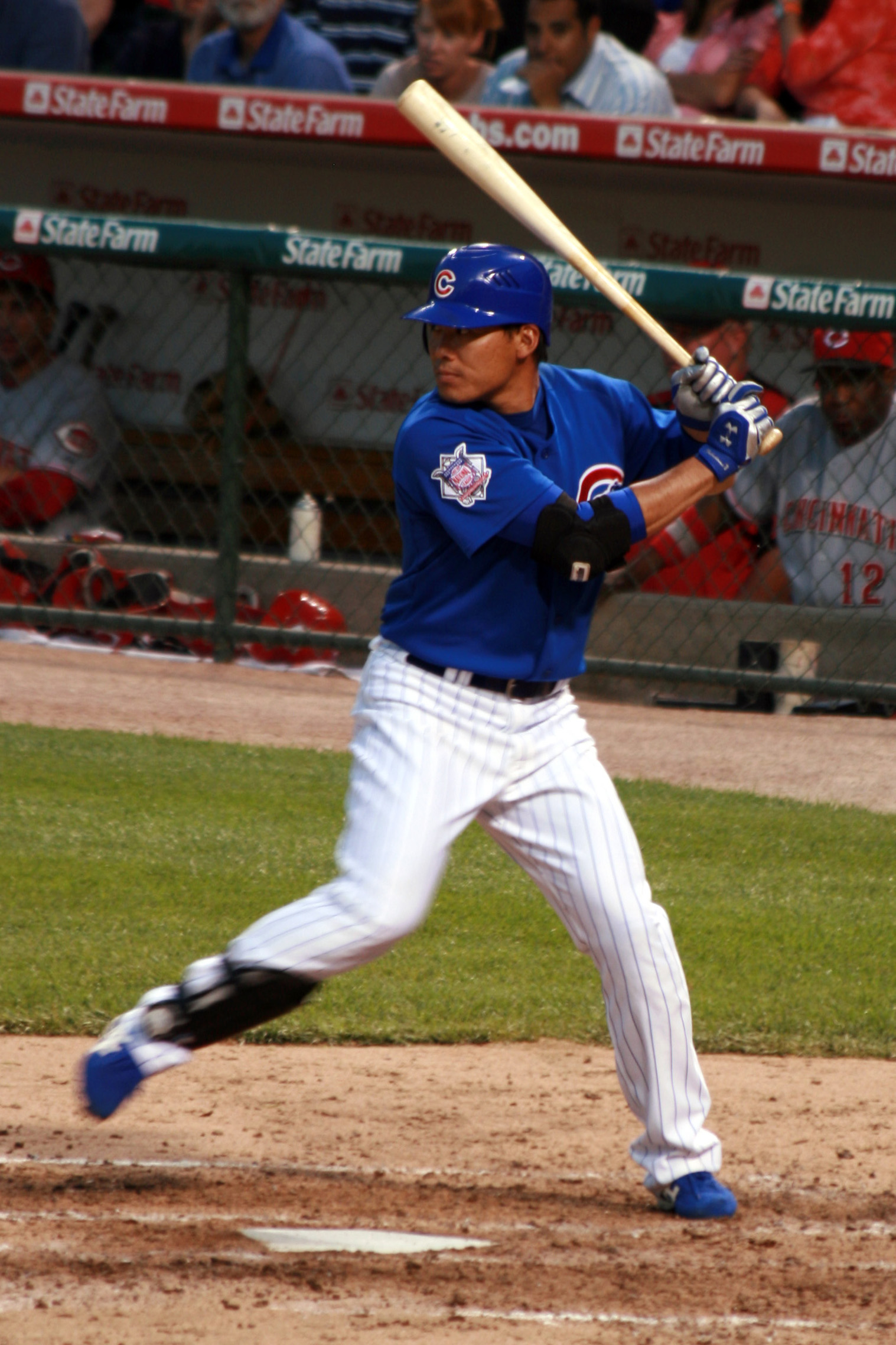
日本球員福留孝介分別在1996與2004年獲得銀牌與銅牌，成爲7位獲得最多獎牌的非古巴球員之一

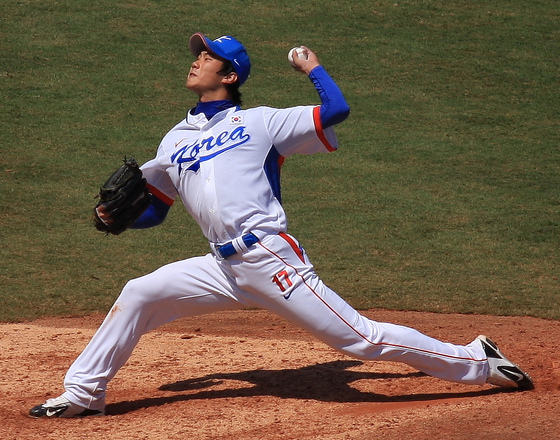
金廣鉉在2008年隨南韓隊獲得金牌，這是南韓隊第1次獲得金牌

| 比賽           | 金牌 | 银牌 | 铜牌 |
| 1992年巴塞隆納 | 古巴（CUB） · 奥马尔·阿赫特 · 羅蘭多·阿羅霍 · 何塞·劳尔·德尔加多 · 希奥尔赫·迪亚斯 · 奥斯瓦尔多·费尔南德斯 · 何塞·埃斯特拉达 · 洛德斯·古列尔 · 奥兰多·埃尔南德斯 · 阿尔韦托·埃尔南德斯 · 奥雷斯特斯·金德兰 · 奥马尔·利纳雷斯 · 赫尔曼·梅萨 · 維克多·梅薩 · 安东尼奥·帕切科 · 胡安·帕迪利亚 · 路易斯·乌拉西亚 · 埃尔米德利奥·乌鲁蒂亚 · 豪尔赫·路易斯·巴尔德斯 · 拉萨罗·巴尔加斯                                                                      | 中华台北（TPE） · 張正憲 · 張文宗 · 張耀騰 · 陳執信 · 陳威成 · 江泰權 · 黃忠義 · 黃文博 · 鍾宇政 · 古國謙 · 郭李建夫 · 廖敏雄 · 林朝煌 · 林琨瀚 · 羅振榮 · 羅國璋 · 白昆弘 · 蔡明宏 · 王光熙 · 吳思賢 | 日本（JPN） · 伊藤智仁 · 川畑伸一郎 · 小檜山雅仁 · 小岛启民 · 小久保裕紀 · 三轮隆 · 中本浩 · 西正文 · 西山一宇 · 大岛公一 · 坂口裕之 · 佐藤真一 · 佐藤康弘 · 杉浦正则 · 杉山賢人 · 高见泰范 · 十河章浩 · 德永耕治 · 若林重喜 · 渡部胜美 |
| 1996年亞特蘭大 | 古巴（CUB） · 奥马尔·阿赫特 · 米格尔·卡尔德斯 · 何塞·孔特雷拉斯 · 豪尔赫·富梅罗 · 何塞·埃斯特拉达 · 阿尔韦托·埃尔南德斯 · 雷伊·伊萨克 · 奥雷斯特斯·金德兰 · 佩德罗·路易斯·拉索 · 奥马尔·利纳雷斯 · 奥马尔·路易斯 · 胡安·曼里克 · 埃列塞爾·蒙特斯·德·奧卡 · 安东尼奥·帕切科 · 胡安·帕迪利亚 · 爱德华多·帕雷特 · 奧爾馬里·羅梅羅 · 安东尼奥·斯库利 · 路易斯·乌拉西亚 · 拉萨罗·巴尔加斯                                                                 | 日本（JPN） · 福留孝介 · 井口資仁 · 今岡誠 · 川村丈夫 · 木村重太郎 · 黑须隆 · 桑元孝雄 · 松中信彦 · 三泽兴一 · 森昌彦 · 森中圣雄 · 中村大伸 · 野岛正弘 · 大久保秀昭 · 小野仁 · 西乡泰之 · 佐藤友昭 · 杉浦正则 · 高林孝行 · 谷佳知 | 美国（USA） · 查德·艾倫 · 克里斯·本森 · R·A·迪奇 · 特洛伊·格勞斯 · 查德·格林 · 西斯·格瑞辛格 · 基普·哈克賴德 · A·J·欣奇 · 雅克·瓊斯 · 比利·科克 · 马克·柯特赛 · 馬特·勒克羅伊 · 特拉維斯·李 · 布雷登·盧珀 · 布萊恩·勞埃德 · 沃倫·莫里斯 · 奧吉·奧赫達 · 吉姆·帕爾克 · 傑夫·韋弗 · 賈森·威廉斯 |
| 2000年悉尼     | 美国（USA） · 布倫特·阿伯內西 · 庫爾特·安斯沃思 · 帕特·博德斯 · 肖恩·伯勒斯 · 約翰·科頓 · 特拉維斯·道金斯 · 亞當·埃弗里特 · 莱恩·福兰克林 · 克里斯·喬治 · 沙恩·希姆斯 · 馬庫斯·詹森 · 邁克·金凱德 · 里克·克里夫達 · 道格·明特凱維茨 · 邁克·尼爾 · 洛伊·奧斯華 · 喬恩·勞赫 · 安東尼·桑德斯 · 博比·西伊 · 班·席茲 · 布拉德·威爾克森 · 托德·威廉斯 · 厄尼·揚 · 蒂姆·揚                                                                                  | 古巴（CUB） · 奥马尔·阿赫特 · 约瓦尼·阿拉贡 · 米格尔·卡尔德斯 · 达内尔·卡斯特罗 · 何塞·孔特雷拉斯 · 约瓦尔·杜埃尼亚斯 · 亞西爾·戈麥斯 · 何塞·伊瓦尔 · 奥雷斯特斯·金德兰 · 佩德罗·路易斯·拉索 · 奥马尔·利纳雷斯 · 奥斯卡·马西亚斯 · 胡安·曼里克 · 哈维尔·门德斯 · 罗兰多·梅里尼奥 · 赫尔曼·梅萨 · 安东尼奥·帕切科 · 阿列尔·佩斯塔诺 · 加夫列尔·彼雷 · 马埃尔斯·罗德里格斯 · 安东尼奥·斯库利 · 路易斯·乌拉西亚 · 拉萨罗·巴列 · 诺尔赫·路易斯·贝拉                                                         | 韩国（KOR） · 郑大炫 · 鄭珉台 · 郑守根 · 洪性炘 · 张盛好 · 陈弼重 · 金東柱 · 金翰秀 · 金杞泰 · 金守經 · 金泰均 · 具臺晟 · 李炳圭 · 李承浩 · 李承燁 · 林昌勇 · 林仙东 · 朴栽弘 · 朴鎮萬 · 朴鍾皓 · 朴勍完 · 朴石镇 · 孫敏漢 · 宋津宇 |
| 2004年雅典     | 古巴（CUB） · 丹尼·贝当古 · 路易斯·博罗托 · 弗雷德里克·塞佩达 · 約雷爾維斯·查爾斯 · 米歇尔·恩里克斯 · 诺韦尔托·冈萨雷斯 · 尤里斯基·古力歐 · 佩德罗·路易斯·拉索 · 罗赫尔·马查多 · 洪德尔·马丁内斯 · 法蘭克·蒙鐵特 · 比西奧安德里·奧德林 · 阿迭尔·帕尔马 · 爱德华多·帕雷特 · 阿列尔·佩斯塔诺 · 阿列克謝·拉米瑞茲 · 埃列尔·桑切斯·莱昂 · 安东尼奥·斯库利 · 卡洛斯·塔瓦雷斯 · 约安德里·乌赫列斯 · 奥斯马尼·乌鲁蒂亚 · 曼努埃尔·维加 · 诺尔赫·路易斯·贝拉 | （AUS） · 克雷格·安德森 · 湯瑪斯·布賴斯 · 阿德里安·伯恩赛德 · 加文·芬格爾森 · 保羅·岡薩雷斯 · 尼克·金普頓 · 布倫丹·金曼 · 克雷格·劉易斯 · 格雷姆·勞埃德 · 戴夫·尼爾森 · 特倫特·阿爾琴 · 韋恩·奧 · 克里斯·奧克斯普林 · 布雷特·羅內貝格 · 瑞安·羅蘭-史密斯 · 約翰·斯蒂芬斯 · 菲爾·斯托克曼 · 布雷特·坦布里諾 · 理察·湯普森 · 安德魯·厄廷 · 羅德尼·范·布伊曾 · 本·威格莫爾 · 格倫·威廉斯 · 傑夫·威廉斯 | 日本（JPN） · 相川亮二 · 安藤优也 · 藤本敦士 · 福留孝介 · 石井弘壽 · 岩隈久志 · 岩瀨仁紀 · 城島健司 · 金子誠 · 木村拓也 · 小林雅英 · 黑田博樹 · 松坂大輔 · 三浦大輔 · 宮本慎也 · 村松有人 · 中村紀洋 · 小笠原道大 · 清水直行 · 高橋由伸 · 谷佳知 · 上原浩治 · 和田一浩 · 和田毅 |
| 2008年北京     | 韩国（KOR） · 奉重根 · 郑大炫 · 韓基周 · 張洹三 · 鄭根宇 · 陳甲龍 · 姜珉鎬 · 金東柱 · 金賢洙 · 金廣鉉 · 朴鎮萬 · 金敏宰 · 高永民 · 權奕 · 李大浩 · 李晋暎 · 李鍾旭 · 李承燁 · 李宅根 · 李容圭 · 吳昇桓 · 柳賢振 · 宋勝準 · 尹錫珉 | 古巴（CUB） · 阿列克謝·貝爾 · 弗雷德里克·塞佩达 · 阿爾弗雷多·德斯潘耶 · 希奧爾維斯·杜韋爾赫爾 · 米歇尔·恩里克斯 · 诺韦尔托·冈萨雷斯 · 尤里斯基·古力歐 · 米格尔·拉埃拉 · 佩德罗·路易斯·拉索 · 洪德尔·马丁内斯 · 亞歷山大·馬耶塔 · 罗兰多·梅里尼奥 · 路易斯·米格尔·纳瓦斯 · 埃克托尔·奥利韦拉 · 比西奧安德里·奧德林 · 阿迭尔·帕尔马 · 爱德华多·帕雷特 · 亚迭尔·佩德罗索 · 阿列尔·佩斯塔诺 · 路易斯·米格尔·罗德里格斯 · 埃列尔·桑切斯·克萨达 · 埃列尔·桑切斯·莱昂 · 约安德里·乌赫列斯 · 诺尔赫·路易斯·贝拉 | 美国（USA） · 布雷特·安德森 · 傑克·艾瑞亞塔 · 布萊恩·巴登 · 馬特·布朗 · 崔佛·卡希爾 · 傑里米·卡明斯 · 賈森·唐納 · 布萊恩·丁辛 · 德克斯特·佛勒 · 約翰·高爾 · 米奇·黑斯曼 · 凱文·捷普森 · 布蘭登·奈特 · 麥可·科普洛夫 · 馬特·拉波爾塔 · 路·馬森 · 布萊恩·尼爾 · 傑森·尼克斯 · 內特·西爾霍爾茨 · 傑夫·斯蒂芬斯 · 史蒂芬·史崔斯伯格 · 泰勒·蒂加登 · 特里·蒂菲 · 凱西·韋瑟斯                                                              |
| 2012年—2016年  | 非奧林匹克運動會項目 | 非奧林匹克運動會項目 | 非奧林匹克運動會項目 |
| 2020年東京     | 日本（JPN） · 青柳晃洋 · 岩崎優 · 森下暢仁 · 伊藤大海 · 山本由伸 · 田中將大 · 山崎康晃 · 栗林良吏 · 大野雄大 · 千賀滉大 · 平良海馬 · 梅野隆太郎 · 甲斐拓也 · 山田哲人 · 源田壯亮 · 淺村榮斗 · 菊池涼介 · 坂本勇人 · 村上宗隆 · 近藤健介 · 柳田悠岐 · 栗原陵矢 · 吉田正尚 · 鈴木誠也 | 美国（USA） · 沙恩·巴茲 · 安東尼·卡特 · 布蘭登·狄克森 · 安東尼·戈斯 · 艾德溫·傑克森 · 史考特·卡茲米爾 · 尼克·馬丁尼茲 · 斯科特·麥高夫 · 大衛·羅伯森 · 喬·萊恩 · 賴德·瑞安 · 西米恩·伍茲·理察森 · 蒂姆·費德羅維奇 · 馬克·科洛茲瓦里 · 尼克·艾倫 · 埃迪·阿尔瓦雷斯 · 克里斯頓·卡薩斯 · 陶德·弗雷澤 · 傑米·韋斯特布魯克 · 泰勒·奧斯汀 · 艾瑞克·菲利亞 · 派屈克·基夫爾漢 · 傑克·洛佩斯 · 布巴·史達林 | （DOM） · 達里奧·阿爾瓦雷斯 · 加夫列爾·阿里亞斯 · 海羅·阿森西奧 · 路易斯·費利佩·卡斯蒂略 · 瓊博·迪亞斯 · 胡尼奧爾·加西亞 · 揚·馬里涅斯 · 克里斯多福·梅塞德斯 · 登伊·雷耶斯 · 拉蒙·羅索 · 安潔兒·桑切斯 · 勞爾·巴爾德斯 · 羅爾達尼·鮑德溫 · 查爾列·巴萊里奧 · 荷西·包提斯塔 · 胡安·法蘭西斯科 · 赫松·古斯曼 · 艾瑞克·梅希亞 · 古斯塔沃·努涅斯 · 埃米利奧·博尼法西奧 · 梅基·卡布瑞拉 · 約翰·米澤斯 · 耶夫里·佩雷斯 · 胡立歐·羅德里奎茲 |

## 獲得至少2枚金牌或至少3枚獎牌的球員
下為獲得至少2枚金牌或至少3枚獎牌的球員：
| 球員                | 球隊        | 比賽                 | 總計 | 金牌 | 銀牌 | 銅牌 |
| ------------------- | ----------- | -------------------- | ---- | ---- | ---- | ---- |
| 佩德罗·路易斯·拉索  | 古巴（CUB） | 1996年—2008年        | 4    | 2    | 2    | 0    |
| 奥马尔·阿赫特       | 古巴（CUB） | 1992年—2000年        | 3    | 2    | 1    | 0    |
| 奥雷斯特斯·金德兰   | 古巴（CUB） | 1992年—2000年        | 3    | 2    | 1    | 0    |
| 奥马尔·利纳雷斯     | 古巴（CUB） | 1992年—2000年        | 3    | 2    | 1    | 0    |
| 安东尼奥·帕切科     | 古巴（CUB） | 1992年—2000年        | 3    | 2    | 1    | 0    |
| 爱德华多·帕雷特     | 古巴（CUB） | 1996年 2004年—2008年 | 3    | 2    | 1    | 0    |
| 安东尼奥·斯库利     | 古巴（CUB） | 1996年 2004年—2008年 | 3    | 2    | 1    | 0    |
| 路易斯·乌拉西亚     | 古巴（CUB） | 1992年—2000年        | 3    | 2    | 1    | 0    |
| 阿列尔·佩斯塔诺     | 古巴（CUB） | 2000年—2008年        | 3    | 1    | 2    | 0    |
| 诺尔赫·路易斯·贝拉  | 古巴（CUB） | 2000年—2008年        | 3    | 1    | 2    | 0    |
| 何塞·埃斯特拉达     | 古巴（CUB） | 1992年—1996年        | 2    | 2    | 0    | 0    |
| 阿尔韦托·埃尔南德斯 | 古巴（CUB） | 1992年—1996年        | 2    | 2    | 0    | 0    |
| 胡安·帕迪利亚       | 古巴（CUB） | 1992年—1996年        | 2    | 2    | 0    | 0    |
| 拉萨罗·巴尔加斯     | 古巴（CUB） | 1992年—1996年        | 2    | 2    | 0    | 0    |

### 引用
1. 1 2 3  . The Washington Post.   [2010-02-28]. （原始内容存档于2023-03-09）.
2. 1 2 3  Kubatko, Justin. . Olympics at Sports-Reference.com. Sports Reference LLC.   [2010-03-02]. （原始内容存档于2020-04-17）.
3. ↑  . The Washington Post. 1986-10-14.
4. ↑  Gooderham, Mary. . The Globe and Mail. 1986-10-14.
5. 1 2  Kubatko, Justin. . Olympics at Sports-Reference.com. Sports Reference LLC.   [2010-03-02]. （原始内容存档于2020-04-17）.
6. ↑  Kubatko, Justin. . Olympics at Sports-Reference.com. Sports Reference LLC.   [2010-03-02]. （原始内容存档于2020-04-17）.
7. ↑  Kubatko, Justin. . Olympics at Sports-Reference.com. Sports Reference LLC.   [2010-03-02]. （原始内容存档于2020-04-17）.
8. 1 2 3  . NBC Sports. Associated Press. 2005-07-09  [2008-08-15]. （原始内容存档于2010-05-03）.
9. ↑  Kubatko, Justin. . Olympics at Sports-Reference.com. Sports Reference LLC.   [2010-03-02]. （原始内容存档于2020-04-17）.
10. ↑  . NBC Sports. Associated Press. 2005-07-08  [2010-03-02]. （原始内容存档于2009-12-28）.
11. ↑  . BBC.co.uk. BBC. 2006-02-09  [2010-03-02]. （原始内容存档于2009-06-22）.
12. 1 2  . BBC.co.uk. BBC. 2009-06-15  [2010-03-02]. （原始内容存档于2009-06-18）.
13. ↑  Newman, Mark. . MLB.com. Major League Baseball. 2008-08-23  [2010-03-02]. （原始内容存档于2014-08-15）.
14. ↑  . BBC.co.uk. BBC. 2009-10-09  [2010-03-02]. （原始内容存档于2013-03-08）.
15. ↑  . Los Angeles Times. 2016-08  [2016-08-08]. （原始内容存档于2019-07-16）.
16. 1 2  Gems, Gerald; Borish, Linda; Pfister, Gertrud. . 2017-02-27. ISBN 9781492526520.
17. ↑  Sydney Organising Committee for the Olympic Games.  (PDF). 2: Celebrating the Games. Canberra, Australia: Paragon Printers Australasia. 2001: 176–9  [2010-09-15]. ISBN 0-9579616-0-X. （原始内容 (PDF)存档于2009-03-27）.
18. ↑  Kubatko, Justin. . Olympics at Sports-Reference.com. Sports Reference LLC.   [2010-03-02]. （原始内容存档于2020-04-17）.
19. 1 2 3  Kubatko, Justin. . Olympics at Sports-Reference.com. Sports Reference LLC.   [2010-03-02]. （原始内容存档于2020-04-17）.
20. ↑  Kubatko, Justin. . Olympics at Sports-Reference.com. Sports Reference LLC.   [2010-02-28]. （原始内容存档于2020-04-17）.
21. ↑  Kubatko, Justin. . Olympics at Sports-Reference.com. Sports Reference LLC.   [2010-02-28]. （原始内容存档于2020-04-17）.
22. ↑  Kubatko, Justin. . Olympics at Sports-Reference.com. Sports Reference LLC.   [2010-02-28]. （原始内容存档于2020-04-17）.
23. ↑  Kubatko, Justin. . Olympics at Sports-Reference.com. Sports Reference LLC.   [2010-02-28]. （原始内容存档于2020-04-17）.
24. ↑  Kubatko, Justin. . Olympics at Sports-Reference.com. Sports Reference LLC.   [2010-02-28]. （原始内容存档于2020-04-17）.
25. ↑  Kubatko, Justin. . Olympics at Sports-Reference.com. Sports Reference LLC.   [2010-02-28]. （原始内容存档于2020-04-17）.
26. ↑  Kubatko, Justin. . Olympics at Sports-Reference.com. Sports Reference LLC.   [2010-02-28]. （原始内容存档于2020-04-17）.
27. ↑  Kubatko, Justin. . Olympics at Sports-Reference.com. Sports Reference LLC.   [2010-02-28]. （原始内容存档于2020-04-17）.
28. ↑  Kubatko, Justin. . Olympics at Sports-Reference.com. Sports Reference LLC.   [2010-02-28]. （原始内容存档于2020-04-17）.
29. ↑  Kubatko, Justin. . Olympics at Sports-Reference.com. Sports Reference LLC.   [2010-02-28]. （原始内容存档于2020-04-17）.
30. ↑  Kubatko, Justin. . Olympics at Sports-Reference.com. Sports Reference LLC.   [2010-02-28]. （原始内容存档于2020-04-17）.
31. ↑  Kubatko, Justin. . Olympics at Sports-Reference.com. Sports Reference LLC.   [2010-02-28]. （原始内容存档于2020-04-17）.
32. ↑  Kubatko, Justin. . Olympics at Sports-Reference.com. Sports Reference LLC.   [2010-02-28]. （原始内容存档于2020-04-17）.
33. ↑  Kubatko, Justin. . Olympics at Sports-Reference.com. Sports Reference LLC.   [2010-02-28]. （原始内容存档于2020-04-17）.
34. ↑  Kubatko, Justin. . Olympics at Sports-Reference.com. Sports Reference LLC.   [2010-02-28]. （原始内容存档于2020-04-17）.
35. 1 2 3   (PDF). Tokyo 2020. 2021-08-07  [2023-03-07]. （原始内容 (PDF)存档于2021-09-26）.

### 來源
- . International Olympic Committee.   [2010-03-02]. （原始内容存档于2022-02-23）.
- . Australian Broadcasting Corporation.   [2010-03-02]. （原始内容存档于2012-11-10）.
- . LA84 Foundation.   [2010-03-02]. （原始内容存档于2009-05-01）.